# Amusia cataracta
Espèce
Amusia cataracta est une espèce d'araignées aranéomorphes de la famille des Gnaphosidae.

## Distribution
Cette espèce est endémique d'Afrique du Sud. Elle se rencontre au KwaZulu-Natal, en État-Libre et au Cap-Occidental.

## Description
Le mâle mesure 4,0 mm et la femelle 5,1 mm.

## Publication originale
- Tucker, 1923 : The Drassidae of South Africa. Annals of the South African Museum, vol. 19, p. 251-437 (texte intégral).